# Eduard Limonov
Eduard Venjaminovič Limonov (ruski: Эдуард Вениаминович Лимонов; Dzeržinsk, Nižnjenovgorodska oblast, tadašnja Gorkovska oblast, 22. veljače 1943. – Moskva, 17. ožujka 2020.) bio je ruski ultra ekstremni nacionalistički pisac, antisemit,  publicist, političar, disident, osnivač i vođa zabranjene Nacional-boljševičke stranke.
Pravim imenom je Eduard Venjaminovič Savenko.
Osuđen je 2002., unatoč prosvjedima nekolicine zastupnika u Dumi, zbog nezakonitog nabavljanja oružja, i odslužio je gotovo dvije godine u zatvoru.
Pored ruskog, služi se i engleskim i francuskim jezikom.

## Životopis
Rođen je u Dzeržinsku, gradu na Volgi, nekoliko kilometara udaljenom od Gorkoga. Rečeni grad je dugo vremena bio zatvoren za strance, a tek odnedavno šira je javnost upoznata s njegovom velikom zagađenošću, nastalom zbog tamošnje industrije koja proizvodi bojne otrove.
Još se za vrijeme Limonovljeva djetinjstva njegova obitelj preselila u Ukrajinu, u Harkiv, gdje je Limonov odrastao. Studirao je na Harkovskom pedagoškom institutu. Stihove je počeo pisati 1958. 
Od 1967. do 1974. živio je u Moskvi. Ondje je nastavio svoj pjesnički rad i ostvario određeni uspjeh, prije negoli mu je oduzeto državljanstvo i nego što je bio izgnan iz SSSR-a. Otišao je u New York 1974. kao emigrant i počeo se baviti pisanjem romana. Povezao se s njujorškom punk i avangardnom scenom, a postao je obožavateljem Loua Reeda, kao i američkog pisca Charlesa Bukowskog. 
Stihove je pisao do početka 1980-ih, a zatim se usmjerio prema prozi i nakon toga novinarstvu.
God. 1980. preselio se u Pariz s ljubavnicom Natalijom Medvjedevom te ubrzo postao aktivan u francuskim književničkim krugovima. Dobio je i francusko državljanstvo. Ondje se zbližio i s rukovodstvom Francuske komunističke stranke. Pretpostavlja se da je radio kao agent sovjetskih tajnih službi.  Pisao je za časopis Revolutién, glasilo FKS-a. 
Rusko državljanstvo mu je vratio Mihail Gorbačov. Limonov i Medvjedeva su se vjenčali, ali i ubrzo rastavili (1994. godine).

## Spisateljski rad
Limonovljeve tekstove karakterizira cinizam. Njegovi su romani autobiografski -  u njima opisuje svoja mladićka iskustva u Rusiji i emigrantska u SAD-u. Mladog Limonova Aleksandar Solženjicin opisao je kao „malog kukca koji piše pornografiju”, dok je Limonov Solženjicina opisao kao izdajnika svoje domovine koji je pridonio padu SSSR. [nedostaje izvor]
Ruski redatelj i scenarist Aleksandr Veledinski 2004. snimio je film Russkoe („Rusko”), temeljen na Limonovljevim djelima.
U drugoj polovici 1990-ih Limonov je bio redoviti člankopisac u časopisima "Living Here" i kasnije u the eXile-u, moskovskim novinama koje su izlazile na engleskom jeziku. Od urednikâ je izričito tražio da ne mijenjaju njegov "užasni ruski stil engleskog" ("terrible Russian English style"). Iako je većina njegovih članaka bila političke naravi, Limonov je također pisao i o drugim temama, uključujući i "savjete za ambiciozne mladiće".

## Razaranje Sarajeva i srpska agresija na BiH
Limonova se vidi na jednom od BBC-ovih ratnih snimki nastalih za vrijeme srpske agresije na BiH. Ističe se zapis na kojem je Limonov zajedno s Radovanom Karadžićem, bivšim čelnikom BiH Srba i optuženikom za ratne zločine i genocid nad Muslimanima i Hrvatima u BiH. Na tom slikovnom zapisu   zabilježena je Limonovljeva sadistička paljba iz oklopnika prema civilima u opkoljenom Sarajevu.  

## Politička karijera
God. 1991. Limonov se vratio u Rusiju i postao aktivan u politici. Pokrenuo je 1994. tiskovinu zvanu "Limonka", i malu, jednako politički usmjerenu stranku zvanu Nacionalnu boljševičku stranku (Национал-Большевистская Партия.) zajedno s Jegorom Letovim. Ista je kasnije zabilježila rast popularnosti i članstva, uglavnom među radikalnom mladeži. [nedostaje izvor] Unatoč komunističkim implikacijama u njezinu imenu, strančina motrišta su izrazito rusko nacionalistička. Iako ta skupina nikad nije uspjela ostvariti status službene stranke, ostala je aktivnom u prosvjedima zbog raznih socijalnih i političkih pitanja, posebice zbog žestokog kritiziranja Putinova režima. [nedostaje izvor]
Limonov je među svoje idole naveo Staljina, Bakunjina, Juliusa Evolu i Mišimu. Nabrojao je de Benoista među svoje političke saveznike. U početku je bio i saveznikom Žirinovskome i bio je čak imenovan ministrom za sigurnost u njegovoj Žirinovskovljevoj vladi u sjeni iz 1992. Malo kasnije su Limonova zamorili preveliki politički ispadi Vladimira Žirinovskoga te se odvojio od njega. Uskoro je napisao i knjigu "Limonov protiv Žirinovskoga".
1. travnja 2005. američki dnevnik The Wall Street Journal objavljuje članak o Limonovu i njegovoj stranci, naslovljen: "Extreme Movement: In Russia, Group Takes Radical Steps To Defy Kremlin". Članak je predstavljao zanimljivost, utoliko što su Limonov i njegova Nacional-boljševička stranka rijetko zadobivali mjesta u tiskovnim izdanjima u SAD-u.

## Djela
- To sam ja, Edi  Arhivirana inačica izvorne stranice od 2. lipnja 2009. (Wayback Machine), 1979. («Это я, Эдичка»)
- Sjećanja gubitnika («Дневник неудачника»), 1982.
- Tinejdžer Savenko («Подросток Савенко»), 1983. ("punk")
- Mladi prevarant («Молодой негодяй») — Париж: Синтаксис, 1986.
- Moj politički životopis («Моя политическая биография»),  СПб.: Амфора, 2002.
- Druga Rusija («Другая Россия») — М.: Ультра. Культура, 2003.
- Ruski psiho («Русское психо»)
- Kontrolni ustrijel («Контрольный выстрел») — М.: Ультра. Культура, 2003.
- Sveta čudovišta («Священные монстры»), — М.: Ad Marginem, 2004.
- U zarobljeništvu mrtvacâ («В плену у мертвецов» )
- Knjiga vode («Книга воды»)
- Divlja žena («Девочка-Зверь»)
- Američki praznici («Американские каникулы»)
- Velika mati ljubavi («Великая мать любви»)
- Anatomija heroja («Анатомия героя»), 1994.
- Nestanak barbara («Исчезновение варваров»), 1993.
- Imadosmo veliku epohu («У нас была великая эпоха»)
- Krvnik - Jeruzalem («Палач» — Иерусалим), 1986.
- Smrtonosni čas («Убийство часового»)
- Limonov protiv Žirinovskog  («Лимонов против Жириновского» — М.: «Конец века»), 1994.
- Smrt u vozilu za prijevoz zatvorenika («Смерть в автозаке»)
- Lov na Bikova: Istraga Eduarda Limonova («Охота на Быкова: расследование Эдуарда Лимонова» — СПб.: Лимбус-Пресс), 2001.
- Knjiga mrtvih («Книга мёртвых» — СПб.: Лимбус Пресс), 2001.
- Disciplinski sanatorij («Дисциплинарный санаторий» — СПб.: Амфора), 2002.
- 316, točka „В“«316, пункт „В“» — М.: Амфора, 2003.
- Ruska poezija («Русское. Стихотворения» — М.: Ультра. Культура), 2003.
- Po zatvorima («По тюрьмам» — М.: Ad Marginem), 2004.
- Proslava metafizike («Торжество метафизики» — М.: Ad Marginem), 2005.
- Takav predsjednik nam nije potreban: Limonov protiv Putina («Такой президент нам не нужен: Лимонов против Путина» — М.: Издание автора, 2006.

## Ekraniziranja
- film "Rusko" («Русское») (2004.) — snimljen prema Limonovljevim motivima vlastita mu životopisa

## Vanjske poveznice
- Nacional-boljševička stranka
- Eduard Limonov
- Monumentalna ludost: Pad čovjeka koji je obećavao da će biti novi veliki emigrantski pisac  Arhivirana inačica izvorne stranice od 6. travnja 2005. (Wayback Machine) - članak Keitha Gessena u časopisu Slate
- nbp-info - službene stranice Limonovljeve stranke (eng.inačica)
- www.freezerbox.com - esej o Limonovu kojeg je napisao njegov prijatelj i urednik, dok je Limonov bio u zatvoru
- Pravda - članak o slučaju Limonovu, napisan 2002. u „Pravdi”
- Sobaka - članak o manjku pokrića Limonovljeva slučaja od strane zapadnih medija
- The eXile  Arhivirana inačica izvorne stranice od 28. veljače 2007. (Wayback Machine) - izvješće o suđenju Limonovu
- Johnson's Russia List -članak o puštanju Limonova
- Pravda - razgovor s Limonovim nakon njegova puštanja
- O ruskim izborima - Limonov uspoređuje izbore s organiziranim zločinom
- „Svake godine sam bliži islamu” - razgovor s Limonovim 16. studenog 2005.
- Službene stranice Nacional-boljševičke stranke
- Službene stranice novine "Limonka" («Лимонка»)
- Članci Eduarda Limonova